# BSH Hausgeräte
BSH Hausgeräte GmbH è un'azienda tedesca produttrice di elettrodomestici, con sede a Monaco di Baviera, controllata dalla multinazionale Robert Bosch. Fondata nel 1967 come joint-venture tra Bosch e Siemens, è uno dei maggiori produttori mondiali di elettrodomestici, nonché il primo in Europa.

## Storia
L'azienda metalmeccanica Bosch di Stoccarda, produttrice di componenti per automobili, che si specializzò nello sviluppo di refrigeranti e congelatori avanzati, nel 1933 lanciò sul mercato il primo modello per uso domestico. Nel secondo dopoguerra, la sua divisione elettrodomestici, Robert Bosch Hausgeräte GmbH, sviluppò il primo robot da cucina (1952), ed ampliò la sua produzione alle lavatrici (1958) e alle lavastoviglie (1964). Nello stesso periodo, un'altra importante azienda tedesca, la Siemens AG di Monaco di Baviera, creò una propria divisione di elettronica civile, la Siemens-Electrogeräte AG (1957), che produceva anche elettrodomestici.
Nel 1965, Bosch e Siemens siglarono un accordo di collaborazione industriale attraverso le suddette divisioni, che due anni più tardi, nel 1967, portò alla creazione di una joint-venture, partecipata con il 50% delle quote ciascuna, denominata Bosch-Siemens Hausgeräte GmbH (BSHG). BSHG divenne un'azienda indipendente nel 1972, quando avvenne la fusione tra i due soci e vi confluirono le rispettive attività di produzione degli elettrodomestici. La sede fu creata a Monaco di Baviera e gli stabilimenti di produzione furono quelli di Giengen an der Brenz (Bosch) per i refrigeranti, e di Traunreut (Siemens) per le cucine, che complessivamente impiegavano 14.000 addetti.
La vendita dei prodotti BSHG inizialmente erano limitata alla sola Germania Ovest e in alcuni paesi limitrofi, e poiché l'obiettivo era quello di espandersi ulteriormente, nel 1976 rilevò il 60% dell'azienda greca Pitsos. Sempre nel 1976, BSHG ebbe conferito il controllo dal Gruppo Bosch a Dillingen, che fu dunque il terzo stabilimento tedesco, destinato alla produzione delle lavastoviglie. Nel 1978 BSHG introdusse un frigorifero in grado di conservare gli alimenti in più zone di temperatura e dotato di cassetti estraibili per una rimozione più comoda degli oggetti immagazzinati.
Negli anni ottanta, la crisi del mercato europeo degli elettrodomestici colpì numerose importanti aziende. In Germania Ovest tale crisi investì in modo particolare due colossi come AEG-Telefunken e Bauknecht, e dal Gruppo di Francoforte BSHG rilevò nel 1982 il marchio Neff e fondò a Bretten la Neff GmbH. Nel 1985, BSHG ha introdotto il sistema Aqua-Stop nelle proprie lavastoviglie e lavatrici.  Nel 1987, la conduzione dell'azienda fu affidata ad Herbert Wörner, divenuto l'amministratore delegato, con cui fu avviato un importante processo di espansione internazionale, attraverso l'acquisizione di altre aziende tedesche e straniere, e l'apertura di nuovi stabilimenti, particolarmente importante negli anni novanta.
Nel 1988-89, assunse il controllo delle spagnole Balay e Safel, penetrando così nel mercato del paese iberico. Nel 1991, BSHG siglò un accordo con Maytag per la distribuzione dei suoi prodotti negli Stati Uniti. In quello stesso anno mise in commercio una lavastoviglie compatta da tavolo. Due anni più tardi, nel 1993, l'azienda tedesca rilevò la slovena MGA Mali Gospodinski Aparati, produttrice di piccoli elettrodomestici con stabilimento a Nazarje, e nello stesso anno fondò una filiale ad Hong Kong. Nel 1994, BSHG fondò la BSW Household Appliances Co., in joint-venture con la Wuxi, per la produzione di lavatrici in Cina. Nel medesimo anno, rilevò la tedesca Gaggenau e la maggioranza della brasiliana Continental 2001 S.A., poi divenuta sua filiale come BSH Continental Eletrodomésticos S.A. (venduta nel 2009). Sempre nel 1994, BSHG, che aveva consolidato la propria posizione a livello internazionale, diventava il terzo produttore europeo di elettrodomestici, che impiegava 22.600 lavoratori in 21 stabilimenti, e realizzava un fatturato superiore ai 7 miliardi di marchi.
Nel 1995, BSHG attuò una ristrutturazione a livello continentale del suo sistema di distribuzione, riducendo i suoi magazzini europei da 36 a 10 e ottenendo così risparmi sui costi annuali di 30 milioni di marchi. Nello stesso anno, BSHG acquisì una partecipazione di maggioranza della turca PEG Profilo Elektrikli Gereçler Sanayii A.S., con sede nel Distretto di Çerkezköy, azienda produttrice di elettrodomestici facente parte del Gruppo Profilo. Nello stesso anno, BSHG ha aperto un nuovo stabilimento a Nauen, il primo in territorio dell'ex Germania Est, in grado di produrre 400.000 asciugatrici all'anno.  Un secondo impianto è stato aperto nello stesso sito nell'estate del 1996 con una capacità di produrre annualmente 350.000 lavatrici a carica dall'alto. Nel 1996-97, aprì in'altra fabbrica in Cina in joint-venture con Yangzi, ed una in Brasile attraverso la consociata BSHG Continental, ne acquisì una in Germania a Bad Neustadt an der Saale dove si producevano aspirapolvere, ed ha avviato la produzione di lavastoviglie nello stabilimento americano di New Bern, nella Carolina del Nord, dove il Gruppo Bosch produceva utensili. Nello stesso periodo, rilevò il marchio statunitense Thermador, produttore di cucine per la fascia alta di mercato e professionali, e i suoi stabilimenti di Vernon, in California, e di La Follette, nel Tennessee. Sul fronte dell'innovazione, BSHG introdusse il sistema Aqua-Sensor per lavastoviglie e lavatrici, per regolare automaticamente il processo di pulizia a seconda di quanto l'acqua fosse sporca.
Nell'aprile 1998, l'azienda ha modificato la propria ragione sociale in BSH Bosch und Siemens Hausgeräte GmbH (BSH). Nell'anno medesimo ebbero luogo le aperture degli stabilimenti in Polonia e Russia, nonché l'acquisizione di due stabilimenti Siemens, quello tedesco di Ratisbona, e quello slovacco di Michalovce, e di due aziende, la turca Eval e la spagnola Ufesa, entrambe produttrici di piccoli elettrodomestici. Due anni più tardi, nel 2000, in joint-venture con la giapponese Hitachi aprì uno stabilimento a Kabin Buri, in Thailandia.
Nel 2003, il Gruppo ha spostato la propria sede amministrativa in un nuovo complesso edilizio a Neuperlach, quartiere situato nella parte meridionale del territorio di Monaco di Baviera.
Nel 2014, dopo 47 anni cessa la partnership tra Bosch e Siemens, poiché Bosch rileva l'intera proprietà di BSH con l'acquisizione della metà delle quote possedute da Siemens. Il 9 febbraio 2015, il Gruppo ha mutato la denominazione sociale da BSH Bosch und Siemens Hausgeräte GmbH a BSH Hausgeräte GmbH.

## Informazioni e dati

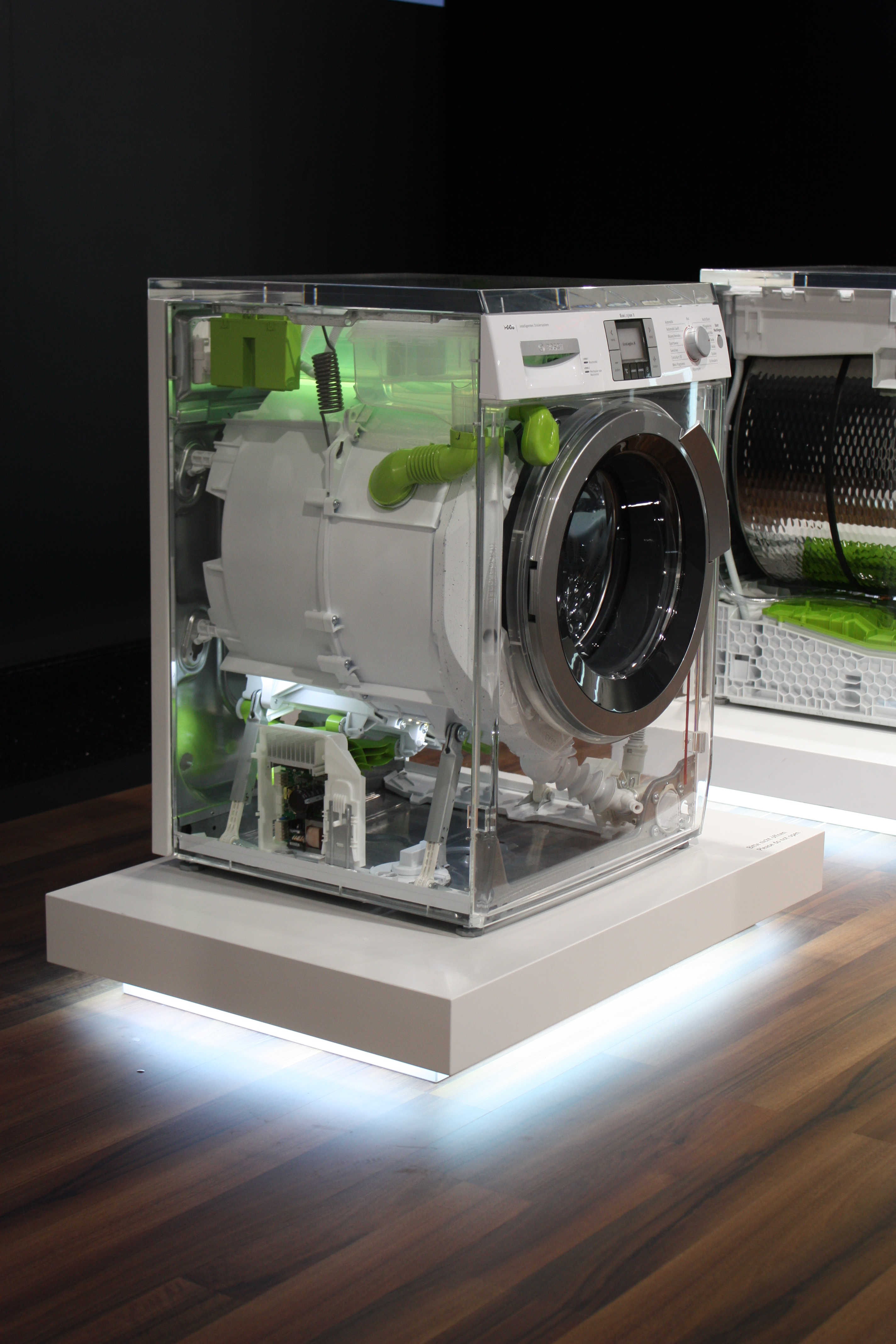
Lavatrice Bosch all'IFA di Berlino 2010

BSH Hausgeräte GmbH, azienda tedesca con sede a Monaco di Baviera, facente parte del Gruppo Bosch, produce e commercializza elettrodomestici in gran parte del mondo. La sua gamma di prodotti è articolata in: cottura (forni, microonde, piani cottura, cucine, cappe per cucina, bistecchiere), freddo (frigoriferi e congelatori), lavaggio (lavatrici, asciugatrici, lavasciuga), lavastoviglie, piccoli elettrodomestici (frullatori, bollitori, macchine da caffè, friggitrici, tostapane), e ferri da stiro.
BSH opera a livello globale con i marchi Bosch, Siemens, Gaggenau e Neff, e con i marchi regionali Balay, Coldex, Constructa, Junker, Pitsos, Profilo e Thermador.
Primo produttore europeo di elettrodomestici e quarto a livello mondiale, nel 2020 ha realizzato un fatturato di 13,9 miliardi di euro, ed impiegava 60.000 addetti in 38 stabilimenti (dei quali 7 in Germania) sparsi tra Europa, Asia e Nord America. Conta inoltre 80 filiali in 50 paesi.